# Tyler Volk
Tyler Volk est un professeur au département de biologie de l'université de New York. Il a participé au développement de l'hypothèse Gaïa. Sa contribution principale concerne le rôle du dioxyde de carbone dans le processus planétaire de refroidissement ; sa thèse est que les espèces vivantes participent au contrôle thermique de la Terre (éco-évolution).

## Biographie
En 1989 Volk publie, en collaboration avec David W. Schwartzman, dans la revue Nature, une étude qui montre que sans le refroidissement issu des espèces vivantes, la Terre serait plus chaude de 80 degrés Fahrenheit.

## Publications
Tyler Volk a écrit quatre ouvrages : Gaia Toma Cuerpo (Geografia), Gaia's Body: Toward a Physiology of Earth, What is Death?: A Scientist Looks at the Cycle of Life et Metapatterns.